# Ralph Brown (skådespelare)
Ralph William John Brown, född 18 juni 1957 i Cambridge, Cambridgeshire, är en brittisk-amerikansk skådespelare och dramatiker.

## Roller i urval
- 1984 – The Hit
- 1986 – Ont blod
- 1986 – Withnail och jag
- 1988 – Buster
- 1990 – Chopin, mon amour
- 1991 – Påven sitter löst
- 1992 – Alien 3
- 1992 – The Crying Game
- 1993 – Undercover Blues
- 1993 – Wayne's World 2
- 1995 – Djävulens advokat
- 1996 – Ett fall för Frost (TV-serie)
- 1997 – Amistad
- 1999 – Star Wars: Episod I – Det mörka hotet
- 2001 – Mean Machine
- 2004 – Exorcisten: Begynnelsen
- 2005 – Stoned
- 2006 – Eragon
- 2007 – Flood
- 2007 – Life on Mars (TV-serie)
- 2009 – The Boat That Rocked
- 2012 – Jag, Anna
- 2014 – Elementary (TV-serie)
- 2014 – Turn (TV-serie)
- 2016 – Jackie
- 2017 – Genius (TV-serie)
- 2018 – Mord i paradiset (TV-serie)
- 2019 – Gemini Man
- 2023 – Leverage: Redemption (TV-serie)
- 2024 – Sexy Beast (TV-serie)